# Jeremías (futbolista)
Jorge da Silva Pereira, deportivamente conocido como Jeremías (Niteroi, Brasil; 22 de abril de 1949) es un exfutbolista brasileño. Jugaba como delantero y militó en el América FC, el Fluminense FC, el Vitória SC y el RCD Español de Barcelona.

## Trayectoria
Jeremías se formó en el América FC de Río, club en el que debutó como profesional. Su buen rendimiento despertó el interés del Fluminense FC, al que se incorporó en 1970. Cuatro años después, dio el salto a Europa, fichando por el Vitória SC de Guimarães, de la Primera División de Portugal. La temporada 1974/75 logró 32 goles en la liga, pero no pudo ser máximo anotador del torneo porque el argentino Héctor Yazalde, con 46 dianas, batió récords y además obtuvo la Bota de Oro europea.
Los registros de Jeremías le abrieron la puerta de una liga más competitiva como la Primera División española. En junio de 1975 firmó por tres años con el RCD Español. En su primera temporada en Barcelona marcó cuatro goles en 24 partidos, contribuyendo a la clasificación para la Copa de la UEFA tras finalizar la liga en cuarta posición. La campaña 1976/77 mejoró sus registros, con once goles en 28 encuentros. La siguiente temporada, sin embargo, sufrió una persistente hematuria que le apartó de los terrenos de juegos durante dos meses. Cuando recibió el alta médica el técnico, Heriberto Herrera le obligó a seguir una dieta, por considerar que tenía sobrepeso. Al no obtener resultados, acabó apartado del equipo y entrenando al margen de sus compañeros.
Finalizada esa temporada, y su contrato con el RCD Español, regresó al Vitória de Guimarães portugués y, finalmente, terminó su carrera donde la había iniciado, en el América de Río.

## Clubes
| Club          | País     | Año       |
| ------------- | -------- | --------- |
| América FC    | Brasil   | 1968-1970 |
| Fluminense FC | Brasil   | 1970-1973 |
| Vitória SC    | Portugal | 1973-1975 |
| RCD Español   | España   | 1975-1978 |
| Vitória SC    | Portugal | 1978-1980 |
| América FC    | Brasil   | 1980-1981 |